# カーニバルクルーズライン
カーニバルクルーズライン（Carnival Cruise Line、CCL）は、アメリカ・マイアミに本拠を置くクルーズ会社。カリブ海を拠点にカジュアルクラスのクルーズを行う会社で、カーニバル・コーポレーション内の中心的存在である。

## カーニバル・クルーズの概要
カーニバルクルーズはカジュアルクラスのクルーズ船を運航しており、「Fun ship」（ファンシップ、楽しい船）をキャッチコピーとしているように、お祭りムードを最大限に押し出しているのが特徴で、若年層のカップルやファミリーを客層にしている。エンターテイメント大国のアメリカを代表するクルーズ会社のひとつであり、安価ではあるがサービスや食事にも定評がある。部屋の広さは他社と比べると広い作りになっている。
3泊4日、4泊5日など短めのショートクルーズ、一般的な7泊8日以上とありとあらゆるニーズに答えられる設定がある。
運航海域はカリブ海を中心に、アメリカ東海岸（ニューヨーク・カナダ）、西海岸（サンディエゴ・メキシコ）、ハワイ、地中海、北欧、オーストラリア、アジアなどがある。
2018年から元NBA選手のシャキール・オニールがカーニバルのCFO(Chief Fun Officer)に任命されFUN SHIPの広告塔となっている。
2018年の世界クルーズ人口の22％のシェアを占め世界最大。カーニバルクルーズ日本総代理店アンフィトリオン・ジャパン株式会社により日本でのマーケット開拓も進んでおりホームページや総合パンフレット日本語版、各船のWEBパンフレット日本語版など情報が豊富に用意されている。

## カーニバル・クルーズの船隊
2019年現在、カーニバル・ドリームクラス、カーニバル・コンクェストクラス、カーニバル・デスティニークラス、カーニバル・スピリットクラス、カーニバル・ファンタジークラス、カーニバル・XL級から構成されており、現在カーニバル・XL級のマルディグラを建造中である。カーニバル・ファンタジークラスより小型で古い1980年代建造のカーニバル・ホリデークラス、トロピカールや、更に古い中古改造船はすでに他船社へ移籍・売却される等して淘汰された。
白い船体に赤と青に塗り分けられた T字型の煙突が特徴で、一目で同社の船だとわかる。近年のクルーズ専用船は「船体にティッシュボックスを載せたような形状」と形容されるが、同社の船隊は特にその特徴が際だっている。船としての性能特に荒天時の凌波性には問題があるが、同じ排水量で有償スペースを最大化できる設計のため収益力は極めて高い。
世界初の10万トン客船を就航させたり、世界で初めて客船にアジポッドを使用したりと革新的なアイデアを採用している会社であるが、RCIが仕掛けている大型化競争には付き合わず、デスティニー級、スピリット級等の大量配備に努めてたがXL級から大型化にシフトしている。同社の設計を傘下のコスタ・クルーズやホランド・アメリカ・ラインでも踏襲することで建造コストを引き下げることに成功している。
ホリデー（他船社へ移籍）では本物のバスを船内に入れて、バス停周辺の情景を再現していたが、それ以降の船でもホリデーほどではないが、船にテーマを設け、それに則った内装を施しているのが特徴である。マルディグラからは今までのカーニバル船のコンセプトをがらりと変えてきた。
コンセプトは、いわば洋上のラスベガスであり、乗船料金の安さをカジノを筆頭とする船内施設からの収益で補うビジネスモデルを採っている。
どの船もガラスや原色を多用したインテリアで、プールサイドに設けられたウォータースライダーもブランドをイメージつけるアイテムである。
客室のカテゴリーは少ないが、スタンダードでも17m2とクルーズ業界では最も広い。エクセルクラスからインテリアの14.6㎡が最小面積となった。
2020年８月（2020年2月6日に延期）に就航する18万トンクラスのマルディグラは世界初の船上にジェットコースターを搭載する船となり注目を浴びている。なお、マルディグラにカーニバルの冠は付かない。
カーニバル・ファンタジー、インスピレーションは2020年7月に売却され、カーニバル・ファシネーション、イマジネーションは2020年9月に売却となった。
2020年08月21日、2022年の50周年に合わせて完成するエクセルクラスの新しい船の名前を "カーニバル・セレブレーション "と命名することを発表した。船内は50周年を記念しかつて活躍した船たちの名称が使われた設備が盛り込まれている。
エクセルクラス３船目のカーニバル ジュビリーがドイツのマイヤー・ヴェルフト造船所から進水し2023年12月23日に処女航海を迎える。
2023年9月末にはカーニバル ルミノーザがカーニバルクルーズとして初の日本寄港を迎える。
2024年9月10日にカーニバル パノラマに寄港する。これはカーニバルクルーズとして初の日本下船航路である。

## カーニバル・クルーズの歴史
カーニバル・クルーズ・ラインは1972年にテッド・アリソンによって設立されました。アリソンはこのベンチャー企業の資金調達のために、ボストンに拠点を置くアメリカン・インターナショナル・トラベル・サービス（AITS）を所有していた友人のメッシュラム・リクリスと協力した。アリソンとリクリスは、AITSの子会社として新会社を設立しAITSはこの新事業のマーケティングとプロモーションを行うことになった。1974年、規制上の問題により、リクリスはAITSの持分を1ドルでアリソンに売却したが、多額の負債をアリソンが引き継ぐことを条件とした。この分割により、アリソンは独立した旅行代理店との新たな関係を築くことが可能となった。アリソンは楽しいことが好きな若い人たちをターゲットにクルーズを宣伝した。このビジネス戦略は非常に成功した。
カーニバル・クルーズ・ラインズは1972年、カナダ・パシフィック・ラインから購入した旧大西洋横断定期船「マルディグラ」でマイアミからの出航を開始した。カーニバルは、新しいロゴのために緑色のカナディアン・パシフィックのカラーリングを採用し、現在のように赤、白、青に色を変えた。
1975年にはカナダ・パシフィック・ラインの元客船を買収し、カーニヴァーレと改名した。この2隻の船の成功により、1978年には3隻目となるTSSフェスティヴァーレを買収した。3隻の船の成功を受けて、カーニバルはライバルのマイアミのクルーズラインに対抗できるように新造船を建造することを決めた。
1982年にカーニバルは最初の自社船、トロピカルを発表した。この船は、カーニバル・クルーズラインのデザイン協力者となるジョー・ファーカスによってデザインされた、象徴的な翼のあるファンネルが導入された最初の船であり、それ以来、艦隊のすべての船に使用されている。
1984年、カーニバルはこの時期に新たなテレビマーケティングキャンペーンを展開し、キャシー・リー・ギフォードを主演に迎えた。
トロピカルの成功とマイアミでの新造船との競争激化を受けて、カーニバルは1985年に「ホリデ―」、1986年に「ジュビリー」、1987年に「セレブレーション」を発注した。
1990年からカーニバルは人気のファンタジークラスを導入し、ファンタジーを皮切りに、1998年にクラス8番目のパラダイスで完成した。完成したファンタジーは、当時としては最大級の船であり、海上で最大のアトリウムを備えていた。
1993年、カーニバルは古い中古船の処分を開始し、最初の船であるマルディ・グラを21年間の就航の後に売却しました。カーニバルは同年、カーニバルの子会社として新たに設立されたフィエスタ・マリーナ・クルーズに引き継がれました。
1996年にはデスティニークラスが導入され、カーニバル・デスティニーが就航しました。デスティニーは101,000GTで、当時世界最大の客船となり、10万トンを超える初の客船となりました。デスティニークラスのプラットフォームは、2008年のカーニバル・スプレンダーに至るまで、様々な改良を重ねて使用されてきました。
1996年には、中古船の最後の一隻、フェスティヴァーレが引退した。
1998年、ファンタジークラスの7番目の船であるイレーションは、現在ではほとんどの新しいクルーズ船に採用されている革新的なアジポッド推進装置を搭載した最初のクルーズ船となった。パラダイスも1998年にデビューし、デビュー当時初の完全禁煙クルーズとなった。
2001年、新パナマックスサイズのスピリットクラスがデビューし、カーニバル・スピリットはスピリットクラス4隻の最初の船となりました。
同年、当時の社長兼CTCのロバート・H・ディッキンソンはBBCのドキュメンタリー「Back To The Floor」に参加し、ディッキンソンはカリブ海のMSイマジネーション号の最下層の乗組員としてルーマニア人の清掃員アリナの下で働いていたことを話した。2002年10月、カーニバルはP&Oプリンセス・クルーズを35億ユーロで買収した。
2001年、カーニバルは最初の新造船である1982年建造のトロピカルをコスタ・クルーズに譲渡しました。その後の10年間、カーニバルは他の1980年代に建造された船の売却や譲渡を続け、2004年にはジュビリー、2008年にはセレブレーション、2009年にはホリデイが建造されました。
2004年、カーニバル・コーポレーションはカーニバルの新造船の開発プログラム「ピナクル・プロジェクト」を開始し、当時世界最大のクルーズ船となっていたであろう20万GTのプロトタイプの建造を呼びかけました。この船はキャンセルされたが、その後、Next Generationと呼ばれるプロジェクトを開発した。
2009年、カーニバルは当時の最大の船である12万8000GTの新造船「カーニバル・ドリーム」を発表しました。カーニバル・ドリームは2009年9月21日に就航した。地中海での数回の航海を経て、2009年12月5日よりポートカナベラルからカリブ海クルーズを運航することになった。姉妹船のカーニバル・マジックは2011年5月1日にデビューした。2009年12月1日、カーニバルが3隻目のドリームクラス船を発注したことが発表された。2012年6月に就航し、現在ガルベストンに就航している。2010年5月10日、カーニバルは2012年の新しいドリームクラス船の名称を「カーニバル・ブリーズ」に決定した。
2012年10月26日、カーニバルが133,500GTの新造船を発注したことが発表されました。フィンカンティエリによって建造されたこの船は、カーニバルがこれまでに建造した船の中で最大のものでした。新造船はカーニバル・ビスタと名付けられ、2016年5月1日にイタリアのトリエステから処女航海に出航した。
2017年1月には、カーニバル・アジアのCEOにマイケル・タムが就任し、中国とその周辺地域のオペレーションを統括している。
カーニバル・ビスタの姉妹船であるカーニバル・ホライゾンは、2018年4月2日にスペインのバルセロナから初航海で入港した。クイーン・ラティファは同船のゴッドマザーであり、2018年5月23日に命名式を受けた。
2019年12月11日、カーニバル・ビスタのもう一つの姉妹船「カーニバル・パノラマ」がクルーズラインの旗艦として就航しました。パノラマは1998年のMSパラダイス（現MSカーニバル・パラダイス）以来、西海岸で初めての新造船となった。両船ともカリフォルニア州ロングビーチから出航した。
2018年2月、同社関係者はメキシコのエンセナダでの大規模港湾開発プロジェクトを発表した。
規制当局への提出書類の中で、同社は2020年7月31日時点で79億ドルの「現金および現金等価物」を保有していると述べている。業界ニュースでは、これにより、カーニバルは1隻も出航していない状況でも約1年間は運航を続けることができると推定されている。
2020年7月26日、カーニバル・ファンタジー（廃船）とカーニバル・インスピレーションを売却し、カーニバル・ファシネーションとカーニバル・イマジネーションは長期保管（保管）に移行することを発表した。
2021年8月11日、カリブ海一周クルーズをしていた「カーニバル・ビスタ」の乗員26人、乗客1人の合計27人から新型コロナウイルスの陽性が確認された。2021年8月7日にアメリカ南部テキサス州を出発しており、陽性者は全員ワクチンを接種していた。
2024年3月23日、バハマに向かっていたカーニバル・フリーダムで出火。火災は約２時間後に消し止められ乗員2人が軽症。乗客にケガ人はなかった。原因は落雷とみられている。
2024年7月23日、新クラスの船舶3隻をカーニバル・クルーズライン向けに発注したと発表した。3隻は総トン数約230,000トンに達し、2029年、2031年、2033年の夏にそれぞれカーニバルの船隊に加わる予定。この契約はイタリアの造船会社フィンカンティエリと締結され、これらの船舶は液化天然ガス（LNG）を動力源となる。

## 船内サービスについて

### WI-FIについて
ソーシャル Wi-Fi プラン
LINE, Facebook、Twitter、Instagram、Pinterest、LinkedIn、Facebook Messenger、Whatsapp、SnapChat および主要な航空会社のサイトを含む、最も人気のあるソーシャルウェブサイトやアプリケーションにアクセスできます。ほとんどのウェブサイトやメールにはアクセスできません。Skype や動画、音楽のストリーミング（Netflix、Hulu、Spotify、Pandora など）のサポートはありません。セルラーネットワーク依存の Wi-Fi 通話および Facetime サービスもサポートされていません。
バリュー Wi-Fi プラン
LINE, Facebook、Twitter、Instagram、Pinterest、LinkedIn、Facebook Messenger、Whatsapp、SnapChat および主要な航空会社のサイトに加え、ニュース、エンターテイメント（ストリーミングサイトは除く）、スポーツ、天気、銀行および金融関連のサイトにアクセスできます。旅行の写真を投稿して友人を羨ましがらせましょう。ソーシャルプランよりも高速な接続が可能です。Skype や動画、音楽のストリーミング（Netflix、Hulu、Spotify、Pandora など）のサポートはありません。セルラーネットワーク依存の Wi-Fi 通話および Facetime サービスもサポートされていません。
プレミアム Wi-Fi プラン
プレミアム Wi-Fi プランでは、ソーシャルプランおよびバリュープランのすべてのサイトに加え、機内での最速接続（バリュープランの3倍速）を提供します。このプランでは、Zoom、Skype、Teams などのビデオ通話アプリもサポートされており、カバレッジが可能な場合に利用できます。また、動画および音楽のストリーミング（Hulu、Spotify、Pandora など）にも対応しており、Netflix はご自身のアカウント/アプリを通じて視聴可能です。セルラーネットワーク依存の Wi-Fi 通話および Facetime サービスはサポートされていません。

### 飲み放題ドリンクパッケージについて

#### CHEERS!  アルコール含む飲み物飲み放題プラン
- スピリッツ全般（カクテル、コニャック、ウィスキーなどを含む）およびビール（セルフサーブビールステーション - PYOB を含む）、グラスで提供されるワインやシャンパン。1杯あたりのメニュー価格が20 USD またはそれ以下のもの。
- ソーダ（スペシャリティソーダを含む）、ノンアルコールのフローズンカクテル（スムージーを含む）、Lyre's ノンアルコールカクテル、ジュース。
- メインダイニングルーム、スペシャリティレストラン、コーヒーバーで提供されるスペシャリティコーヒーおよびホットティー。
- 利用可能な場合のミルクシェイク。
- エナジードリンク。
- バーやラウンジで提供される500mlのボトルウォーターおよびその他のノンアルコールボトル飲料。
- メインダイニングルームおよびスペシャリティレストランでのパッケージウォーター。
- 1杯あたりのメニュー価格が20 USD を超えるスピリッツ、カクテル、ワインのグラスでの提供に対して、メニュー価格の25％割引。
- ボトルで提供されるワインやシャンパンに対して、メニュー価格の25％割引。
- ビバレッジセミナーやクラスに対して、25％割引。

#### ボトムレス・バブルズ 炭酸ジュースやフルーツジュース飲み放題プラン
- ソフトドリンク/ソーダ系の飲み物
- ジュース: オレンジジュース、クランベリージュース、トマトジュース、パイナップルジュース、グレープフルーツジュース

### カジノについて
カーニバルクルーズの船には、人気のスロットマシン「Wheel of Fortune」や「Wolf Run」を含むさまざまなテーブルゲームとスロットマシンがある。
- ブラックジャック
- ダイス/クラップス
- ルーレット
- テキサス・ホールデム
- スリーカードポーカー
- レット・イット・ライド

#### カーニバル・プレイヤーズ・クラブ
テーブルゲームやスロットでプレイすることでポイントを獲得できる。ポイント数により無料ドリンクや、カーニバル・プレミア・クルーズやトーナメントへの招待される。

## カーニバル・クルーズ・ラインの船舶

### 未定クラス
| 船名 | 就航年 | 重量       | 母港 | 国籍 | 備考                          | 写真 |
| ---- | ------ | ---------- | ---- | ---- | ----------------------------- | ---- |
| TBA  | 2029   | 230,000 GT |      |      | LNG船。乗客最大定員数8000名。 |      |
| TBA  | 2031   | 230,000 GT |      |      | LNG船。乗客最大定員数8000名。 |      |
| TBA  | 2033   | 230,000 GT |      |      | LNG船。乗客最大定員数8000名。 |      |

### カーニバル・XL クラス
| 船名                        | 就航年         | 重量       | 母港               | 国籍   | 備考 | 写真 |
| --------------------------- | -------------- | ---------- | ------------------ | ------ | --- | ---- |
| マルディグラ                | 2020年5月29日  | 181,808 GT | ポート・カナベラル | バハマ | LNG機関の第1船であり当社で最も規模の大きな船舶であり、エクセレンスクラス (XL Class)という新しい船級の初号となる。船名は現地時間2018年12月5日に放送されたアメリカのクイズ番組Wheel of Fortune の中で明かされている。ジェットコースターを搭載。 |      |
| カーニバル セレブレーション | 2022年11月     | 183,521 GT | フロリダ州マイアミ | バハマ | ジェットコースターを搭載。 |      |
| カーニバル ジュビリー       | 2023年12月23日 | 183,521 GT | ガルベストン       | パナマ | ジェットコースターを搭載。 |      |
| TBA                         | 2027           |            |                    |        | |      |
| TBA                         | 2028           |            |                    |        | |      |

### カーニバル・グランドクラス
| 船名                       | 就航年 | 重量    | 母港       | 国籍 | 備考                                                 | 写真 |
| -------------------------- | ------ | ------- | ---------- | ---- | ---------------------------------------------------- | ---- |
| カーニバル・アドベンチャー | 2025   | 108,865 | シドニー   | TBA  | 2025年にカーニバル・クルーズ・ラインに移籍されます。 |      |
| カーニバル・エンカウンター | 2025   | 108,977 | ブリスベン | TBA  | 2025年にカーニバル・クルーズ・ラインに移籍されます。 |      |

### カーニバル・ビスタクラス
| 船                     | 就航年 | 重量       | 母港         | 国籍   | 備考 | 写真 |
| ---------------------- | ------ | ---------- | ------------ | ------ | --- | ---- |
| カーニバル・ビスタ     | 2016   | 133,500 GT | ガルベストン | パナマ | |      |
| カーニバル・ホライズン | 2018   | 133,500 GT | マイアミ     | パナマ | |      |
| カーニバル・パノラマ   | 2019   | 133,500 GT | ロングビーチ | パナマ | 2024年9月、カーニバルクルーズのオリジナルの船として初めて小樽、青森に寄港し同年9月10日に大黒ふ頭港にてクルーズの旅程を完了した。 |      |

### カーニバル・ドリームクラス
| 船                   | 就航年 | 重量       | 母港                              | 国籍   | 備考 | 写真 |
| -------------------- | ------ | ---------- | --------------------------------- | ------ | ---- | ---- |
| カーニバル・ブリーズ | 2012   | 128,000 GT | ポート・カナベラル 港（英語）     | パナマ |      |      |
| カーニバル・マジック | 2011   | 128,000 GT | マイアミ州 フォートローダーデール | パナマ |      |      |
| カーニバル・ドリーム | 2009   | 128,000 GT | テキサス州 ガルベストン           | パナマ |      |      |

### カーニバル・ヴェネチアクラス
| 船                       | 就航年 | 重量    | 母港           | 国籍   | 備考 | 写真 |
| ------------------------ | ------ | ------- | -------------- | ------ | ---- | ---- |
| カーニバル・ヴェネチア   | 2023   | 135,225 | ニューヨーク港 | バハマ |      |      |
| カーニバル・フィレンツェ | 2024   | 135,225 | ロングビーチ港 | パナマ |      |      |

### スプレンダー・クラス
| 船                       | 就航年 | 重量    | 母港                      | 国籍   | 備考 | 写真 |
| ------------------------ | ------ | ------- | ------------------------- | ------ | ---- | ---- |
| カーニバル・スプレンダー | 2008   | 113,300 | シドニー港 シンガポール港 | パナマ |      |      |

### カーニバル・コンクエストクラス
| 船                     | 就航年 | 重量       | 国籍   | 備考 | 母港                              | 写真 |
| ---------------------- | ------ | ---------- | ------ | ---- | --------------------------------- | ---- |
| カーニバルコンクエスト | 2002   | 110,000 GT | パナマ |      | マイアミ                          |      |
| カーニバルグローリー   | 2003   | 110,000 GT | パナマ |      | ニューオーリンズ ポートカナベラル |      |
| カーニバルヴァラー     | 2004   | 110,000 GT | パナマ |      | ニューオーリンズ                  |      |
| カーニバルリバティ     | 2005   | 110,000 GT | パナマ |      | ポートカナベラル ニューオーリンズ |      |
| カーニバルフリーダム   | 2007   | 110,000 GT | パナマ |      | ポートカナベラル                  |      |

### カーニバル・サンシャインクラス
| 船                     | 就航年 | 重量       | 国籍   | 備考 | 母港                        | 写真 |
| ---------------------- | ------ | ---------- | ------ | --- | --------------------------- | ---- |
| カーニバルサンシャイン | 1996   | 102,853 GT | バハマ | カーニバル・デスティニー（Carnival Destiny）（1996年竣工）→ 2013年11月にカーニバル・サンシャインに船名変更 | チャールストン ノーフォーク |      |
| カーニバルサンライズ   | 1999   | 101,509 GT | バハマ | カーニバル・トライアンフ（Carnival Triumph）（1999年竣工）→ 2019年4月にカーニバル・サンライズに船名変更    | マイアミ                    |      |
| カーニバルラディアンス | 2000   | 101,509 GT | パナマ | カーニバル・ビクトリー（Carnival Victory）（2000年竣工） → 2020年4月にカーニバル・ラディアンスに船名変更   | ロサンゼルス                |      |

### カーニバル・スピリットクラス
| 船                     | 就航年 | 重量      | 母港                                                                    | 国籍   | 備考 | 写真 |
| ---------------------- | ------ | --------- | ----------------------------------------------------------------------- | ------ | ---- | ---- |
| カーニバル・スピリット | 2001   | 88,500 GT | モービル                                                                | バハマ |      |      |
| カーニバル・プライド   | 2002   | 88,500 GT | ローマ、タンパ、ボルチモア                                              | パナマ |      |      |
| カーニバル・レジェンド | 2002   | 88,500 GT | ローマ、タンパ、ボルチモア、 バルセロナ、サンフランシスコ、ガルベストン | バハマ |      |      |
| カーニバル・ミラクル   | 2004   | 88,500 GT | ロサンゼルス、サンフランシスコ、 ガルベストン                           | パナマ |      |      |
| カーニバル・ルミノーザ | 2022   | 92,600 GT | ブリスベン、シアトル                                                    | バハマ |      |      |

### カーニバル・ファンタジークラス
| 船                     | 就航年 | 重量      | 国籍   | 備考 | 母港           | 写真 |
| ---------------------- | ------ | --------- | ------ | ---- | -------------- | ---- |
| カーニバルイレーション | 1998   | 71,909 GT | パナマ |      | ジャクソンビル |      |
| カーニバルパラダイス   | 1998   | 71,909 GT | パナマ |      | タンパ         |      |

### 退役船
| 船                           | カーニバルでの運行期間 | 重量             | 国籍                | 備考                                                                                      | 写真             |
| エンプレスクラス             | エンプレスクラス       | エンプレスクラス | エンプレスクラス    | エンプレスクラス                                                                          | エンプレスクラス |
| ---------------------------- | ---------------------- | ---------------- | ------------------- | ----------------------------------------------------------------------------------------- | ---------------- |
| マルディグラ                 | 1972–1993              | 27,284           | パナマ              |                                                                                           |                  |
| カルニヴァーレ               | 1975–1993              | 31,500           | パナマ              |                                                                                           |                  |
| フェスティヴァーレクラス     |                        |                  |                     |                                                                                           |                  |
| フェスティヴァーレ           | 1977–1996              | 32,697           | パナマ              |                                                                                           |                  |
| トロピカルクラス             |                        |                  |                     |                                                                                           |                  |
| トロピカル                   | 1982–2001              | 36,674           | パナマ              |                                                                                           |                  |
| ホリデークラス               |                        |                  |                     |                                                                                           |                  |
| ジュビリー                   | 1986–2004              | 47,262           | リベリア            |                                                                                           |                  |
| セレブレーション             | 1987–2008              | 47,262           | Madeira, ポルトガル |                                                                                           |                  |
| ホリデー                     | 1985–2009              | 46,051           | Madeira, ポルトガル |                                                                                           |                  |
| ファンタジークラス           |                        |                  |                     |                                                                                           |                  |
| カーニバルファンタジー       | 1990–2020              | 70,367           | パナマ              | カーニバル・ファンタジー（Carnival Fantasy）（1990年竣工）(2020年7月売却された)           |                  |
| カーニバルファシネーション   | 1994–2020              | 70,367           | バハマ              | カーニバル・ファシネーション（Carnival Fascination）（1994年竣工）(2020年9月売却された)   |                  |
| カーニバルイマジネーション   | 1995–2020              | 70,367           | バハマ              | カーニバル・イマジネーション（Carnival Imagination）（1995年竣工）(2020年9月売却された)   |                  |
| カーニバルインスピレーション | 1996–2020              | 70,367           | バハマ              | カーニバル・インスピレーション（Carnival Inspiration）（1996年竣工）(2020年7月売却された) |                  |
| カーニバルセンセーション     | 1993–2022              | 70,367 GT        | バハマ              | カーニバル・センセーション（Carnival Sensation）（1993年竣年工）(2022年2月売却された)     |                  |
| カーニバルエクスタシー       | 1991–2022              | 70,367 GT        | パナマ              | カーニバル・エクスタシー（Carnival Ecstasy）（1991年竣工）(2022年10月売却された)          |                  |